# 馬可·班德拉斯
馬可·班德拉斯（西班牙語：Marco Banderas，1967年2月13日—），烏拉圭色情演員與導演

## 早年生活
生於烏拉圭，但成長於巴塞羅那。
除了英語之外，也會講西班牙語、葡萄牙語、意大利語和加泰羅尼亞語。

## 獎項
- 2010 成人影帶新聞獎提名 – 年度男演員[2]
- 2010 成人影帶新聞獎提名 – 最佳DP性愛場景－《Deviance》[2]
- 2010 成人影帶新聞獎提名 – 最佳三人性愛場景－《Asian Fucking Nation》[2]
- 2010 成人影帶新聞獎提名 – 最佳三人性愛場景－《Tormented》[2]
- 2009 成人影帶新聞獎提名 – 年度男演員[3]
- 2009 成人影帶新聞獎提名 – 年度珍娜·詹姆森跨界明星[3]
- 2009 成人影帶新聞獎提名 – 最佳三人性愛場景－《Superwhores 11》[3]
- 2009 成人影帶新聞獎提名 – 最佳團體性愛場景－《Pirates II》[3]
- 2009 成人影帶新聞獎提名 – 最佳DP性愛場景－《Fuck Me: Rebeca Linares》[3]
- 2009 成人影帶新聞獎提名 – 最佳DP性愛場景－《Lex Steele XXX 10》[3]
- 2009 成人影帶新聞獎提名 – 最佳肛交性愛場景－《Fuck Me: Rebeca Linares》[3]
- 2009 成人影帶新聞獎提名 – 最佳肛交性愛場景－《Katsuni Minx》[3]